# Јелисејска палата
Јелисејска палата (фр. Le Palais de l’Élysée) је седиште Председника Француске Републике и његова званична резиденција. Ову функцију Јелисејска палата има од времена Друге Француске републике (1848—1851). Њена адреса је 55 Улица Фабур—Сен Оноре у Паризу, у осмом арондисману. 
Палату је у класицистичком стилу пројектовао архитекта Арман Клод Моле. То је требало да буде резиденција војводе од Евреа (comte d'Évreux). Изграђена је у периоду 1718−1722. и постала предмет дивљења савременика. После смрти војводе од Евреа 1753, палату је купио краљ Луј XV и наменио је за градску резиденцију маркизе Помпадур. Крајем 18. века, палата је добила данашње име, по оближњој Авенији Јелисејска поља. 
Године 1816, Јелисејска плалата је постало национално добро Француске, а од половине 19. века и седиште Председника Републике.
Цар Наполеон III је 1853. наредио темељно реновирање палате, које је изведено у стилу архитектуре модерне у то доба. Аутор преуређења је био Жозеф Ежен Лакроа. Преуређење је трајало до 1867. године.